# Pont de La Roche-Bernard
Le pont de marzan est un pont suspendu enjambant la Vilaine entre les communes de Marzan et Nivillac dans le département du Morbihan. Il est communément attaché à La Roche-Bernard, chef-lieu du canton à proximité immédiate. Sa longueur totale est de 407 m.

## Premier pont
Dès 1827, la municipalité de La Roche-Bernard demande la construction d'un pont pour traverser la Vilaine. Le 3 juin 1834 une loi est adoptée déterminant l'apport de l'État, 715 000 francs, en complément de celui du département du Morbihan pour un pont suspendu permettant le passage des bateaux à voile jusqu'à 500 tonneaux. Dix ans plus tard, la construction d'un premier pont suspendu débute sous la conduite de l'ingénieur Leblanc. Inauguré par le préfet du Morbihan le 26 décembre 1839, le pont mesure 349 m (dont 193 m de portée) de long pour six mètres de largeur pour un coût total de 1 171 705 francs.

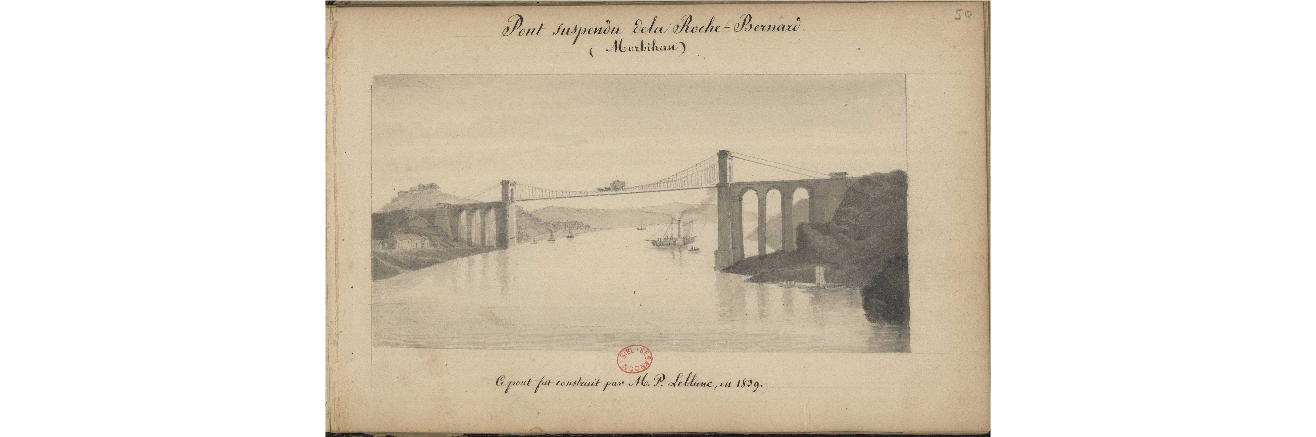
Dessin du pont suspendu de la Roche-Bernard. Été 1850. Par le folkloriste Désiré Monnier lors de son séjour en Bretagne.

Le 26 octobre 1852 une violente tempête détruit le tablier du pont lorsque celui-ci entra en résonance avec le vent. Les mouvements d'oscillation du tablier ont entrainé la rupture des câbles porteurs et le tablier s'effondra dans la Vilaine. L'ancien chaland de transport entre les deux rives reprit alors du service. Mais ce bateau subit un accident en novembre 1862 et ne peut plus servir à la traversée. Un nouveau tablier est donc construit et celui-ci ne durera que jusqu'au 26 octobre 1870, date d'une nouvelle tempête qui emporte une nouvelle fois le tablier.
Fin 1872 une passerelle en bois provisoire est installée par l'ingénieur Georges Forestier entre les piles du pont. Cette passerelle provisoire durera jusqu'en 1911, lorsqu'un nouveau pont en arc est construit.

## Deuxième pont
En 1882, le préfet du Morbihan réclame la construction d'un nouveau pont et l'ingénieur Lebert propose quatre ponts, dont deux suspendus. Faute de financement, le nouveau pont en arc choisit sera inauguré le 3 septembre 1911. Construit à l'emplacement du pont précédent, il mesure 350 m (dont 192 m au-dessus de l'eau) de long et 7,1 m de large. Sa hauteur au-dessus du niveau de la Vilaine est de 46 m.
Ce pont est utilisé par la route nationale et par la ligne Vannes Saint Nazaire des Chemins de fer du Morbihan.
En août 1944, l'armée allemande avait pour mission de tenir l'axe de communication entre les bases sous-marines de Saint-Nazaire et Lorient. Avec la libération de Vannes (à mi-chemin entre Lorient et Saint-Nazaire) le 4 août, l'armée allemande se prépare maintenant à voir arriver l'armée américaine vers ses bases sous-marines. Des explosifs sont installés sur le pont de La Roche-Bernard pour empêcher l'armée américaine de venir sur Saint-Nazaire. Le 15 août 1944, un orage provoque accidentellement l'explosion du pont lorsque la foudre s'abat sur les explosifs.
Peu après la guerre, un pont flottant est installé à partir d'éléments de Port Mulberry à Arromanches,. La circulation des bateaux est interrompue jusqu'à la suppression de ce pont flottant après la mise en service du pont actuel.

## Pont actuel
La construction d'un nouveau pont débute en 1957 sous la direction de l'ingénieur Gallard. Monsieur Gilbert Baty y a contribué. En 1960, les tests de sécurité sont effectués (le pont supporte, entre autres, 952 tonnes sans anomalie) et l'inauguration a lieu le 11 juillet 1960. Les points d'ancrage sont particuliers car les câbles porteurs sont enroulés autour des masses rocheuses présentes de chaque côté de la Vilaine. Les piles mesurent 84 m de hauteur, le tablier domine la Vilaine de 65 m, la portée principale est de 245 m et la longueur totale de l'ouvrage atteint 407 m. Le pont n'étant plus suffisant pour le trafic automobile croissant entre les deux rives, on a construit en 1995, le pont du Morbihan à 800 m en amont.

## Photos

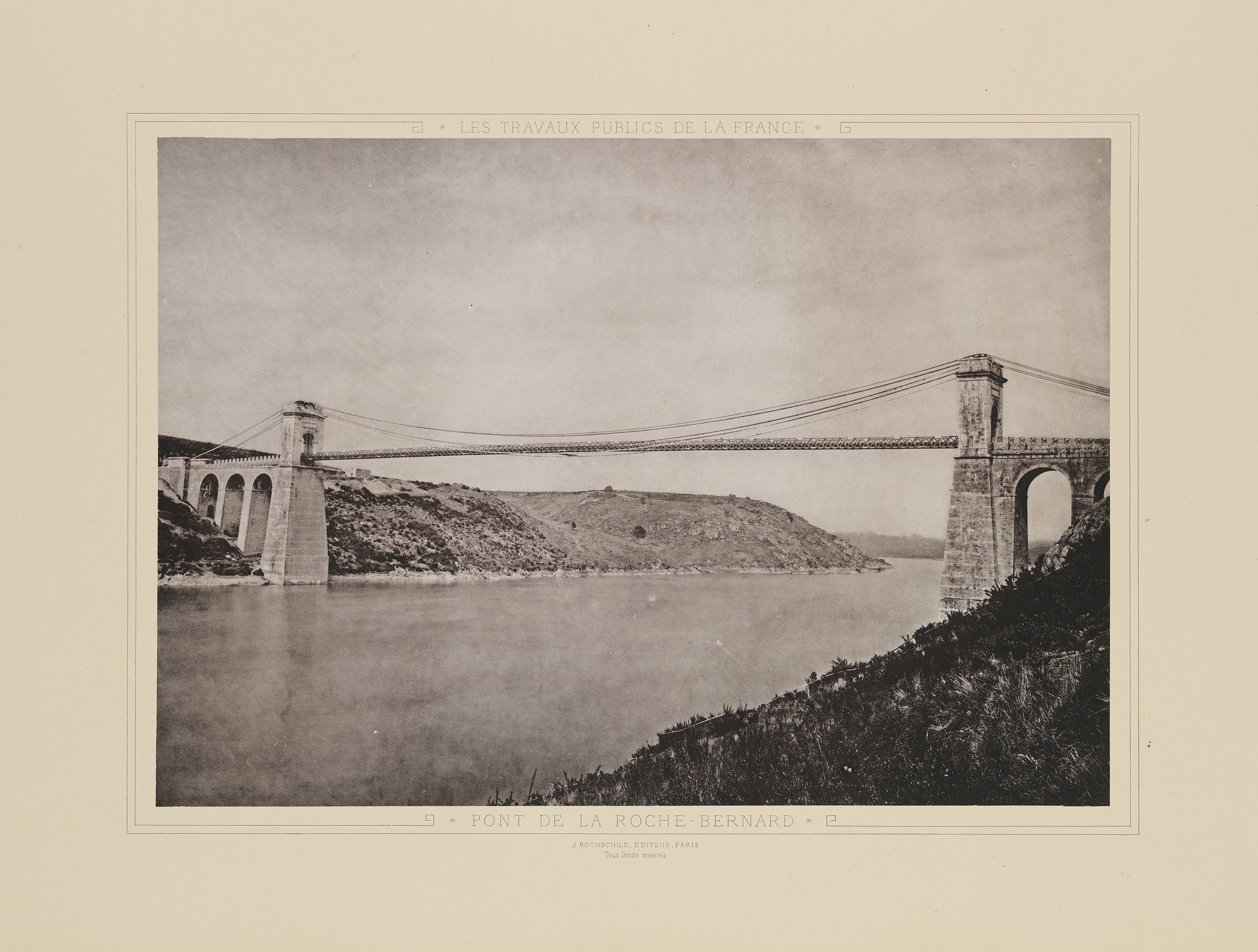
Premier pont (1883)
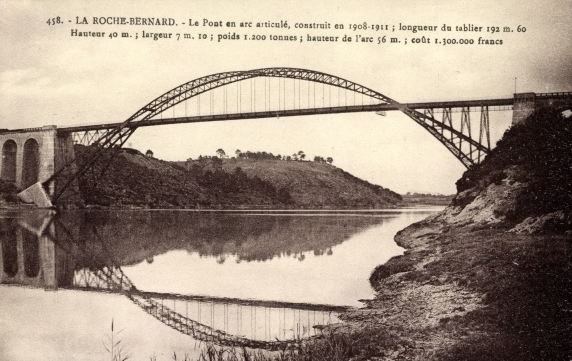
Second pont, en arc (1911)
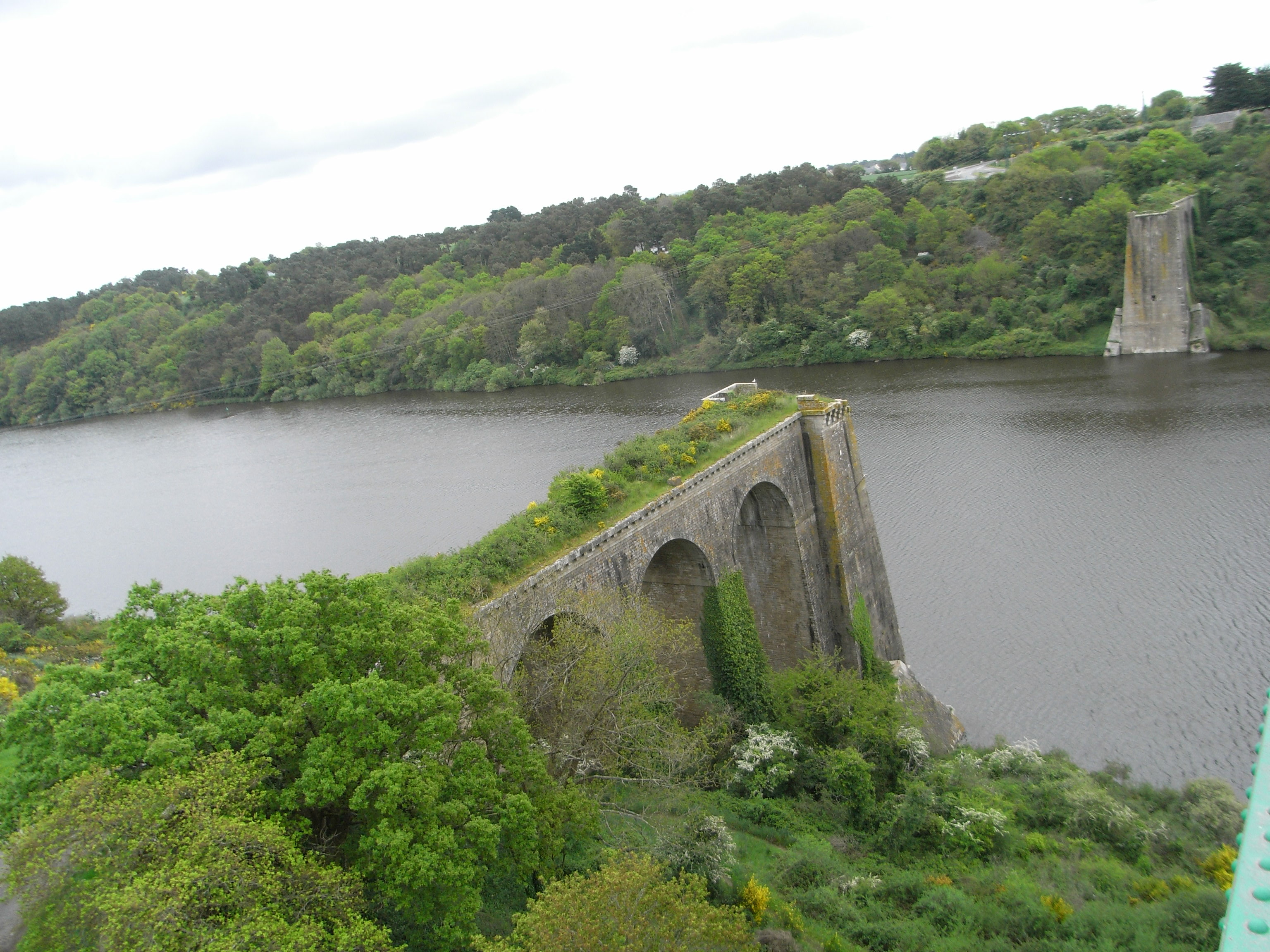
Le pont (2008)